# スバルオブアメリカ
座標: 北緯39度55分20秒 西経75度02分46秒 / 北緯39.9223326度 西経75.0460762度
スバルオブアメリカ（Subaru of America, Inc.、通称: SOA）は、日本のSUBARU社の子会社であり、SUBARUブランドの車両のアメリカ合衆国を拠点とする代理店である。ニュージャージー州カムデンに本社を置く。
1967年、マルコム・ブリックリンが米国へ小型車スバル360を持ち込む着想を持ってSUBARUと交渉を始めた。大量の規制上のややこしい手続きと交渉の後、ブリックリンはスバルと取り引きした。ブリックリンはスバル車を販売するためにSubaru of America, Inc. を設立し、その後最高執行責任者（COO）としてHarvey Lammを招いた。
スバルオブアメリカは1968年にペンシルバニア州バラ・キンウッド、City Line Avenue 555に東部部門を、カリフォルニア州ニューポートビーチWest Coast Hwy 1000に西部部門を設立した。本部は後にニュージャージー州ペンソーキンに、次にニュージャージー州チェリーヒルへ移転した。1986年、富士重工業（現SUBARU）に買収され完全子会社となった。
1989年、富士重工業と当時の提携企業いすゞ自動車はスバル・イスズ・オートモーティブ（Subaru-Isuzu Automotive, Inc.、SIA）と呼ばれる合弁工場をインディアナ州ラファイエットに開いた。この工場は当初はスバル・レガシィといすゞ・ロデオを製造した。2001年、いすゞは販売不振により工場の株式を富士重工業へ1米ドルで売却し、工場はスバル・オブ・インディアナ・オートモーティブInc. に改名された。SIAは全米野生動植物連盟（NWF）によって裏庭の野生動植物生息域として指定を受けており、埋め立てゼロ生産の称号を獲得している。
スバルはニュージャージー州カムデンに250,000平方フィート (23,000 m2)の本部を新たに建設し、2018年に移転した。2019年5月、チェリーヒルの以前の社屋の解体が始まった。

## 製品
北米で入手可能なスバル車:

### 現行モデル
- スバル・レガシィ 1990 - 現在
- スバル・インプレッサ 1993 - 現在
  - スバル・インプレッサWRX（現在は単にWRXと呼ばれる）2002 - 現在
  - スバル・インプレッサWRX STI（現在は単にWRX STIと呼ばれる）2004 - 現在
- スバル・アウトバック 1996 - 現在
- スバル・フォレスター 1997 - 現在
- スバル・BRZ 2013 - 現在
- スバル・クロストレック 2013 - 現在
- スバル・アセント 2019 - 現在

### 過去のモデル
- スバル・360 1968 - 1970
- スバル・1100 1971
- スバル・1300 1972
- スバル・1400 1973 - 1976
- スバル・1600 1977 - 1979
- スバル・ブラット 1978 - 1987
- スバル・DL/GL 1980 - 1989
- スバル・XT 1985 - 1991
- スバル・ジャスティ 1987 - 1994
- スバル・ローヤル（Loyale） 1990 - 1994
- スバル・SVX 1992 - 1997
- スバル・バハ 2003 - 2006
- スバル・トライベッカ 2006 - 2014

## モータースポーツ
ラリーレーシングおよび米国におけるインポート・シーン（日本からの輸入車を改造するサブカルチャー）の台頭と共に、2001年の待望のスバル・インプレッサWRXの米国導入は高性能、AWDコンパクトカーをスポーツカーの本流に送り込むことに成功した。スバルはラリー・アメリカへワークス・チームを送り込み、ドライバーズタイトルを5シーズン獲得した。
2006年から、スバルオブアメリカはGrand-Amストリート・チューナー・クラスに参戦するSubaru Road Racing Team (SRRT) を支援し、スバル・レガシィ 2.5 GT Spec-Bを提供した。2010年、SRRTはWRX STIをグランドスポーツクラスで運用する。